# A Head Full of Dreams
A Head Full of Dreams là album phòng thu thứ bảy của ban nhạc rock nước Anh Coldplay. Album do Parlophone và Atlantic Records phát hành vào 4 tháng 12 năm 2015. Đây là album thứ hai của ban nhạc ở Bắc Mỹ do Atlantic phát hành sau khi Coldplay rời nhãn đĩa Capitol Records năm 2013. Tính đến tháng 11 năm 2017, album đã tiêu thụ được 4,5 triệu bản trên toàn thế giới.

## Danh sách bài hát
Tất cả các ca khúc được viết bởi Coldplay (Guy Berryman, Jonny Buckland, Will Champion và Chris Martin) và Stargate.
| A Head Full of Dreams | A Head Full of Dreams       | A Head Full of Dreams               | A Head Full of Dreams |
| STT                   | Nhan đề                     | Sản xuất                            | Thời lượng            |
| --------------------- | --------------------------- | ----------------------------------- | --------------------- |
| 1.                    | "A Head Full of Dreams"     | Rik Simpson Stargate                | 3:43                  |
| 2.                    | "Birds"                     | Simpson Stargate                    | 3:49                  |
| 3.                    | "Hymn for the Weekend"      | Simpson Stargate Digital Divide [a] | 4:18                  |
| 4.                    | "Everglow"                  | Simpson Stargate                    | 4:42                  |
| 5.                    | "Adventure of a Lifetime"   | Simpson Stargate                    | 4:23                  |
| 6.                    | "Fun" (hợp tác với Tove Lo) | Simpson Stargate                    | 4:27                  |
| 7.                    | "Kaleidoscope"              | Simpson Stargate                    | 1:51                  |
| 8.                    | "Army of One"               | Simpson Stargate Daniel Green       | 6:16                  |
| 9.                    | "Amazing Day"               | Simpson Stargate                    | 4:31                  |
| 10.                   | "Colour Spectrum"           | Green                               | 1:00                  |
| 11.                   | "Up&Up"                     | Simpson Stargate                    | 6:45                  |
| Tổng thời lượng:      | Tổng thời lượng:            | Tổng thời lượng:                    | 45:45                 |

| A Head Full of Dreams — Japanese edition | A Head Full of Dreams — Japanese edition | A Head Full of Dreams — Japanese edition | A Head Full of Dreams — Japanese edition |
| STT                                      | Nhan đề                                  | Sản xuất                                 | Thời lượng                               |
| ---------------------------------------- | ---------------------------------------- | ---------------------------------------- | ---------------------------------------- |
| 12.                                      | "Miracles"                               | Stargate Green Simpson                   | 3:55                                     |
| Tổng thời lượng:                         | Tổng thời lượng:                         | Tổng thời lượng:                         | 49:40                                    |

Ghi chú
- "Army of One" (0:00–3:23) đi kèm với một track ẩn "X Marks the Spot" (3:23–6:16)